# Shoulder to Shoulder
Shoulder to Shoulder è un singolo della cantante canadese Tate McRae, pubblicato il 2 aprile 2018 come quarto estratto dalla prima raccolta The One Day LP.

## Tracce
1. Shoulder to Shoulder – 3:50